# Lumbricillus americanus
Lumbricillus americanus är en ringmaskart som först beskrevs av Ude 1896.  Lumbricillus americanus ingår i släktet Lumbricillus och familjen småringmaskar. Inga underarter finns listade i Catalogue of Life.